# Circuit de Dallas
El Circuit de Dallas, conegut també com a Circuit de Fair Park, va ser un circuit urbà dissenyat al voltant de l'estadi Cotton Bowl, dins el Fair Park, als afores de Dallas, Texas. Va acollir el Gran Premi dels Estats Units de Fórmula 1 de 1984 amb el nom oficial de Gran Premi de Dallas. Aquest únic Gran Premi el va guanyar Keke Rosberg amb Williams per davant de René Arnoux amb Ferrari i Elio de Angelis amb Lotus.
El dia de la cursa, l'asfalt presentava problemes en algunes zones especialment difícils,  fins al punt que els comissaris van cancel·lar l'escalfament per a permetre els treballs de reparació i van reduir la durada prevista del Gran Premi de 10 voltes per tal de mantenir-se per sota del límit de dues hores. Malgrat això, a la cursa s'hi van produir nombrosos accidents i contactes amb els murs i es va aturar finalment després de les dues hores. La calor sufocant també va fer que Nigel Mansell emmalaltís sobtadament mentre intentava acabar la cursa empenyent el seu Lotus, que s'havia encallat a pocs metres de la línia de meta a causa d'una fallada en la caixa de canvis.

## Guanyadors del Gran Premi de Dallas
| Temporada | Data        | Pilot Guanyador | Equip Guanyador  | Resultat  |
| --------- | ----------- | --------------- | ---------------- | --------- |
| 1984      | 8 de juliol | Keke Rosberg    | Williams - Honda | Resultats |